# Оседа
Оседа (швед. Åseda) — містечко (tätort, міське поселення) у південній Швеції в лені Крунуберг. Адміністративний центр комуни Уппвідінге.

## Географія
Містечко знаходиться у північно-східній частині лена Крунуберг за 374 км на південний захід від Стокгольма.

## Історія
У 1943 році Оседа отримало статус чепінга.

## Герб міста
Герб було розроблено для містечкаа Оседа. Отримав королівське затвердження 1961 року.
Сюжет герба: щит розтяий, у правому золотому полі червона квітка з двома листками і корінням, у лівому червоному — срібна сокира зі золотим руків'ям.
Квітка походить з печатки герада (територіальної сотні) Уппвідінге за 1568 рік. Тип квітки не визначений, а колористика взята з герба Смоланду.
Після адміністративно-територіальної реформи, проведеної в Швеції на початку 1970-х років, муніципальні герби стали використовуватися лишень комунами. Цей герб був 1971 року змінений (вилучено поле зі сокирою) і перебраний для нової комуни Уппвідінге.

## Населення
Населення становить 2 681 мешканців (2018).

## Спорт
У поселенні базується спортивний клуб Оседа ІФ, який має секції футболу та інших видів спорту.

## Галерея

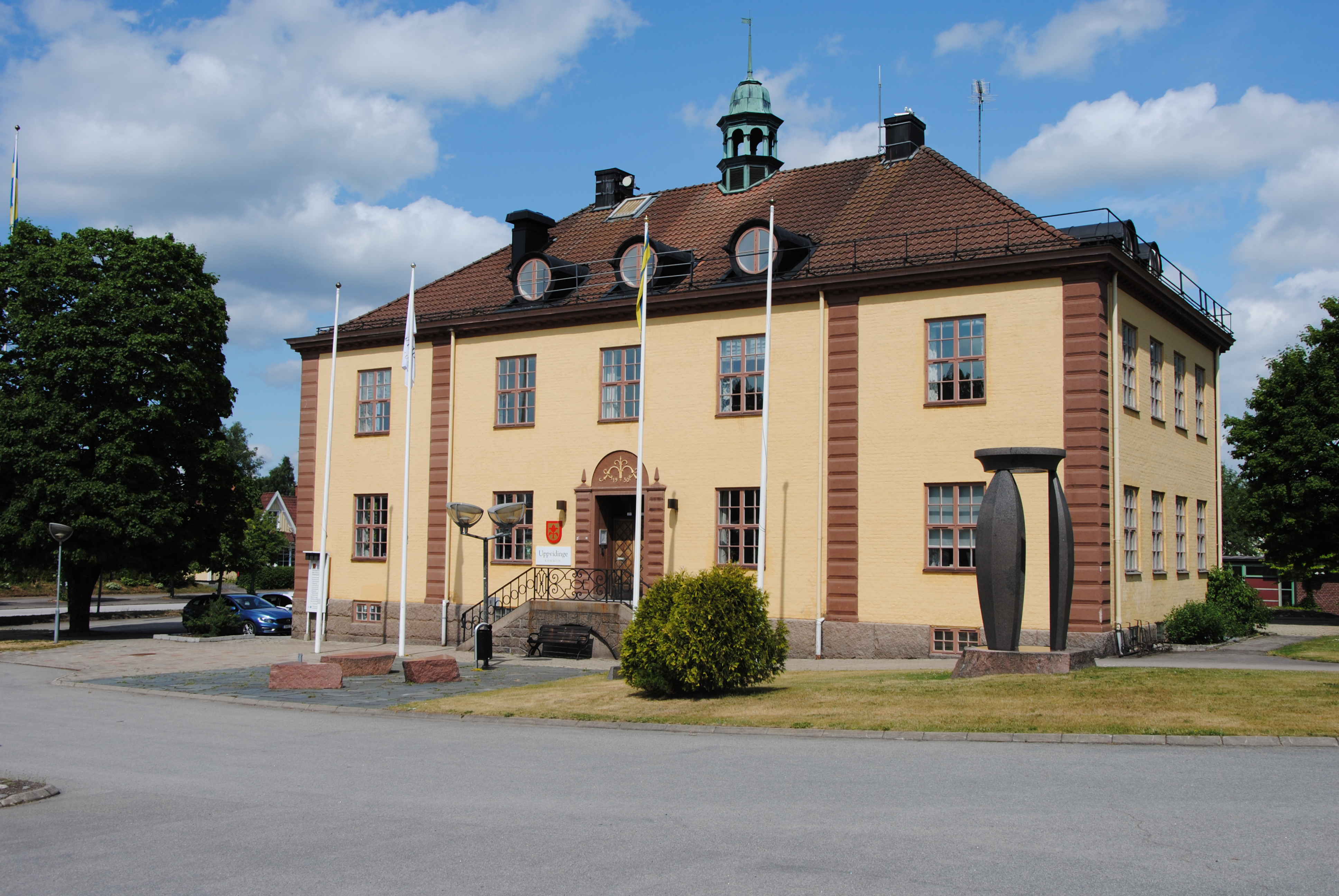
Управа комуни
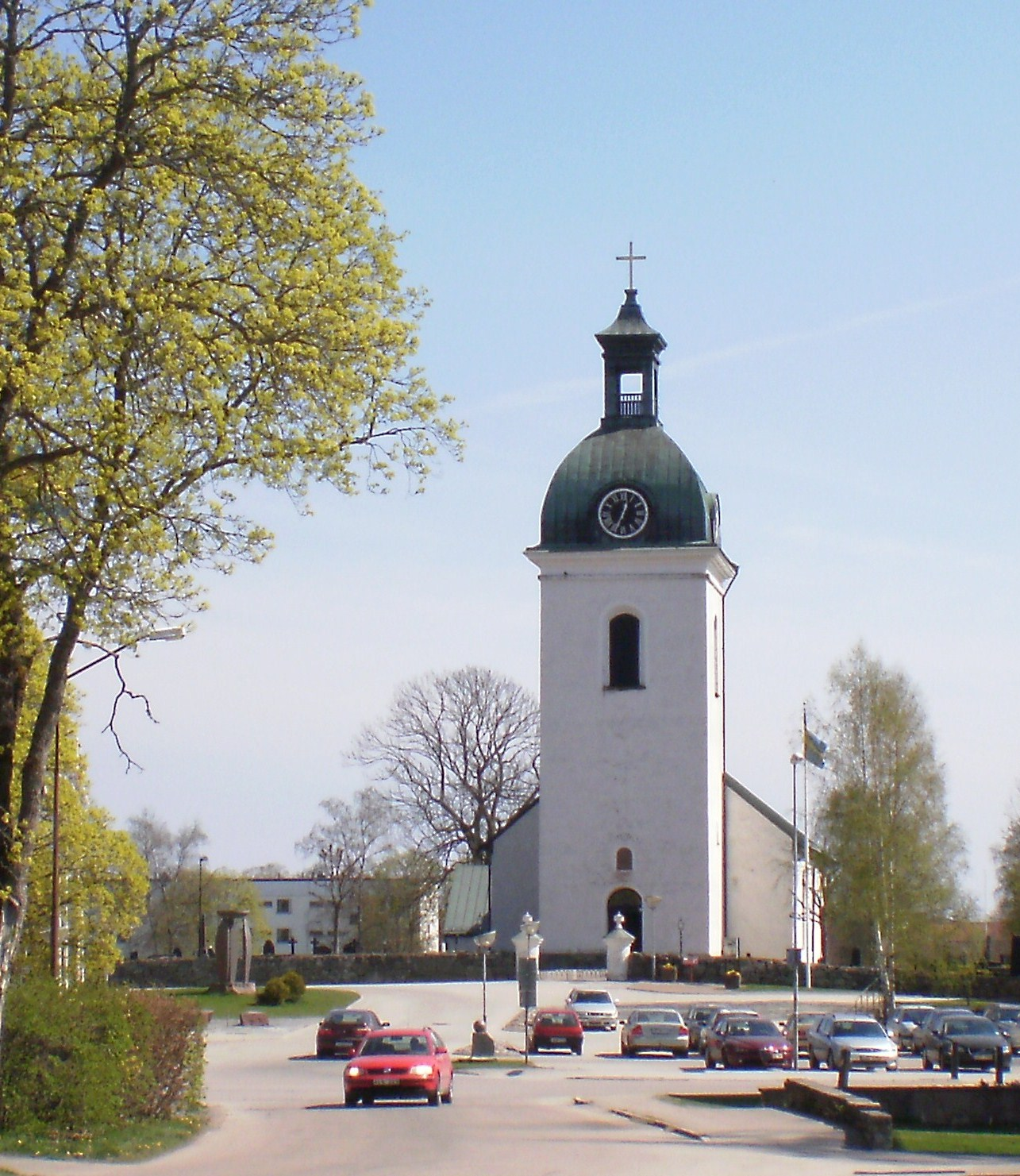
Церква
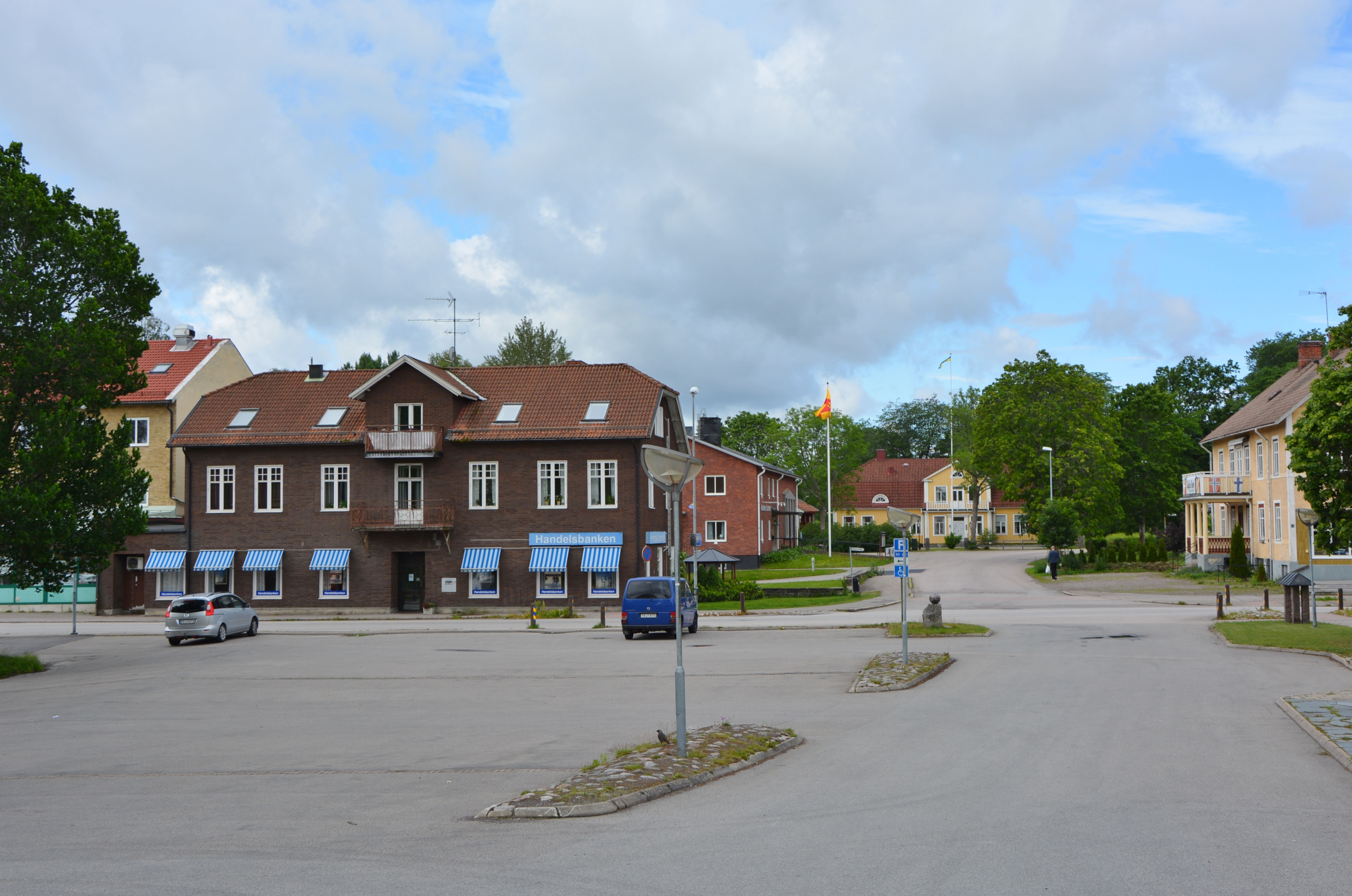
У центрі міста

## Покликання
- Сайт комуни Оседа